# Martin Holley
Martin David Holley (n. Pensacola, Florida, Estados Unidos, 31 de diciembre de 1954) es un obispo católico, administrador y teólogo estadounidense. De origen afroestadounidense.
Fue ordenado sacerdote en mayo de 1987.
Tras ocupar numerosos cargos pastorales, en 2004 fue nombrado Obispo Auxiliar de Washington D. C. y Titular de la Sede de Rusibisi.
Actualmente desde el 19 de octubre de 2016 es el nuevo Obispo de Memphis, al ser nombrado por el papa Francisco.

## Inicios y formación

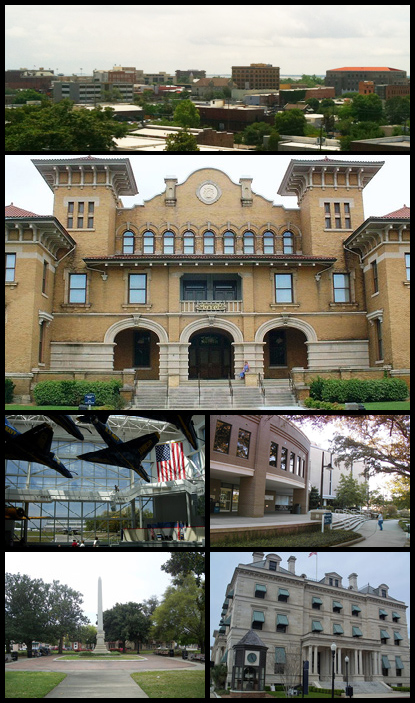
Ciudad de nacimiento.

Nacido en la ciudad estadounidense de Pensacola, situada en el Estado de Florida, el día 31 de diciembre de 1954. De nombre completo es Martin David Holley.
En el año 1973 se graduó en la J. M. Tate High School de Cantonment y en 1975 se graduó con un grado de asociado por el Faulkner State Community College de Bay Minette (Alabama).
Posteriormente en 1977 obtuvo el título "Bachelor of Arts" (B.A.) en Ciencias de administración y gestión por la Universidad Estatal de Alabama, situada en la ciudad de Montgomery.
Durante estos años como estudiante, cabe destacar que fue uno de los mejores jugadores de baloncesto en los dos institutos y en la universidad; y además ha sido un gran partícipe dentro del gobierno estudiantil.
Luego realizó estudios de posgrado en la Facultad Teológica de la Universidad Católica de América (CUA) en Washington D. C. e hizo un Máster en Teología por el Seminario San Vicente de Paul en Boynton Beach.

## Ministerio pastoral

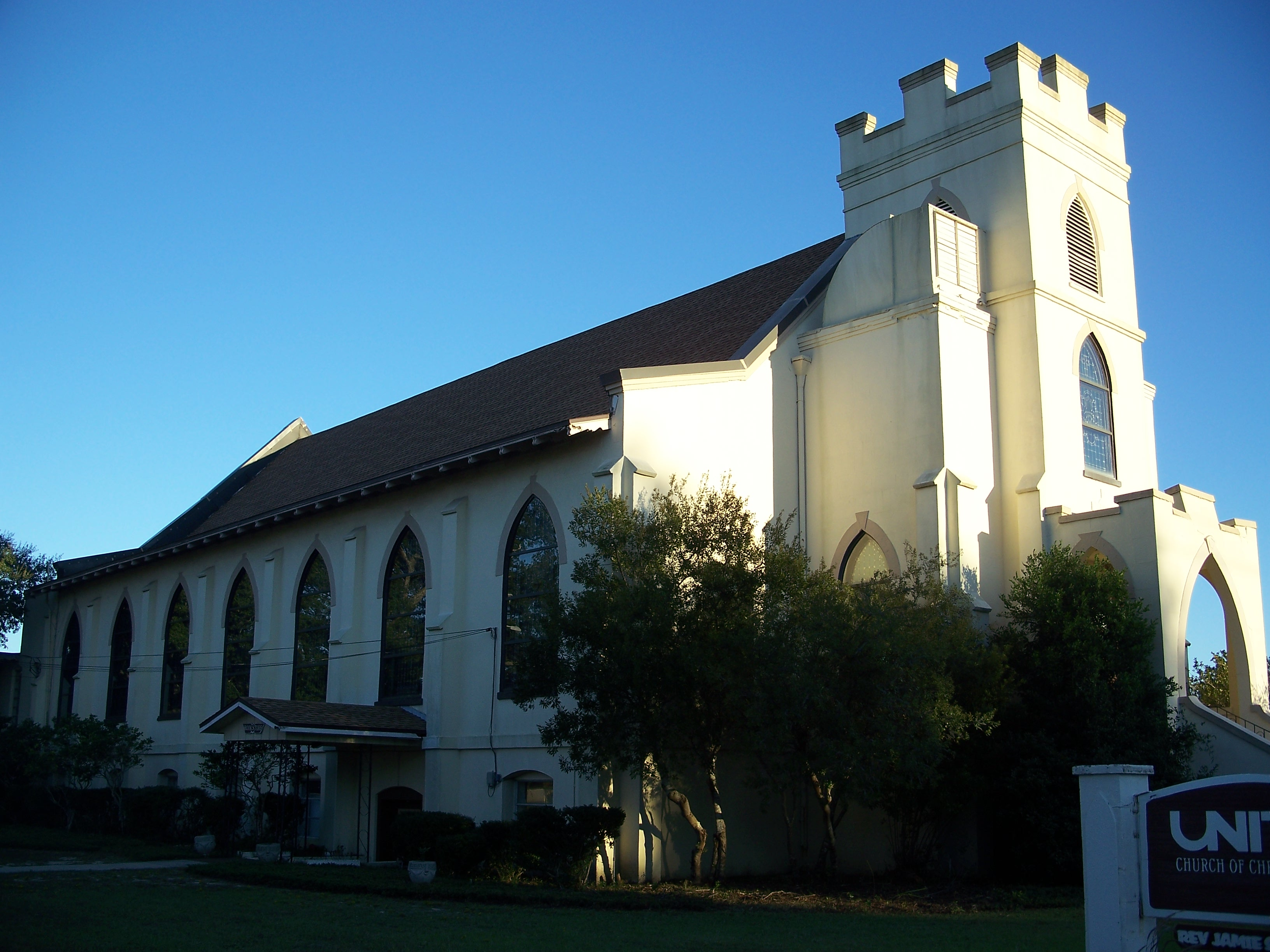
Catedral en la cual fue ordenado.

Al terminar su formación eclesiástica fue ordenado sacerdote para la diócesis de Pensacola-Tallahassee, el 8 de mayo de 1987 en la Catedral del Sagrado Corazón.
Tras su ordenación comenzó a servir como coadjutor y administrador de la Iglesia Católica Santa María de Fort Walton Beach, como segundo sacerdote y administrador de la Iglesia St. Paul y como pastor de la Iglesia Little Flower de su ciudad natal "Pensacola".
También cabe destacar que durante todos estos se ha desempeñado como miembro del Consejo Diocesano de Sacerdotes, como director espiritual en el Club Serra del West Florida y en el Programa de Diaconado Permanente, así como instructor. Además ha sido director del Departamento de Asuntos Étnicos de la Diócesis y miembro de la organización nacional afroestadounidense National Black Catholic Clergy Caucus.

## Carrera episcopal
Ya el 18 de mayo de 2004, fue nombrado por Su Santidad el Papa Juan Pablo II, como Obispo Auxiliar de la Arquidiócesis de Washington y como Obispo Titular de la antigua Sede de Rusibisir (localizada en Argelia).
Además de elegir su escudo, escogió como lema, la frase: «In Aeternum Misericordia Eius» (en latín)- «His Mercy Endures Forever» (en inglés).

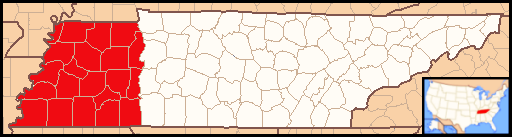
Región eclesiástica de Memphis.

Recibió la consagración episcopal el 2 de julio del mismo año, a manos del entonces Cardenal-Arzobispo Metropolitano de Washington D. C. "Monseñor" Theodore Edgar McCarrick actuando como consagrante principal.
Y como co-consagrantes tuvo al entonces Obispo de Pensacola-Tallahassee "Monseñor" John Huston Ricard y al Obispo Auxiliar Emérito de Washington "Monseñor" Leonard James Olivier(†).
Actualmente desde el 23 de agosto de 2016, tras haber sido nombrado por el Papa Francisco, es el nuevo y quinto Obispo de la diócesis de Memphis (Tennessee) en sucesión de "Monseñor" J. Terry Steib.
Tomó posesión oficial de este nuevo cargo el día 19 de octubre, durante una eucaristía especial celebrada en la Catedral Diocesana de la Inmaculada Concepción de Memphis.